# Жаба, Ян Казимир
Ян Казимир Жаба (1683 — 16 мая 1754) — государственный и военный деятель Великого княжества Литовского, полковник гусарской хоругви, региментарий литовских войск, воевода минский (1721—1754).

## Биография
Представитель литовского дворянского рода Жаб герба «Косцеша». Сын Иеронима Жабы и Катарины Проташевич. Брат — каштелян полоцкий Валериан Антоний Жаба (ум. 1753).
Полковник гусарской хоругви, неоднократно назначался региментарием литовской армии. Избирался послом на сеймы и депутатом в Трибунал ВКЛ. В 1721 году Ян Казимир Жаба был назначен воеводой минским. В том же 1721 году приобрёл имение Ушачи на Витебщине.
Был женат на Барбаре Людвике Дзедушицкой, дочери старосты жуковского Станислава Дзедушицкого и Яны Устрицкой. Дети:
- Станислав, иезуит
- Игнацы, иезуит
- Денисий, униатский капеллан
- Франтишек, староста кияльский
- Иероним, староста кашанский
- Барбара, жена подчашего виленского Томаша Марцинкевича
- Людвика, жена подчашего литовского Игнацы Пилсудского.